# 长乐西路街道
长乐西路街道，是中华人民共和国陕西省西安市新城区下辖的一个乡镇级行政单位。

## 行政区划
长乐西路街道下辖以下地区：
安仁坊社区、半截巷社区、长乐社区、康家村社区、永乐社区、二七社区、西电建社区、四医大社区、供电局社区、省农械厂社区和新兴社区。